# Kwartet (sztuka)
Kwartet – dramat autorstwa Ronalda Harwooda z 1999.
Sztuka opowiada o spotkaniu starszych wiekiem, byłych śpiewaków operowych, którzy zgromadzili się w domu dla emerytowanych artystów. Wspominają dawne czasy, w których byli uwielbiani przez publiczność i stale funkcjonowali w mediach. Rozmowy prowadzą ze sobą Cissy Robson (osoba dobroduszna), Reggie Paget (mężczyzna dystyngowany), oraz rubaszny Wilf Bond. Spokojne wspomnienia zostają zakłócone przez odwiedziny byłej żony Reggiego, Jean Horton, która również była rozchwytywaną śpiewaczką. Atmosfera staje się coraz bardziej napięta, a Jean odmawia uczestniczenia we wspólnym wykonaniu kwartetu z Rigoletta, który dawniej był ich popisowym numerem. Jest to dzieło o ludziach zaskoczonych starością, którzy nie zamierzają rezygnować z kolejnych życiowych przygód.
Sztuka zainspirowała Dustina Hoffmana, który wybrał ją na swój reżyserski debiut, film pod tym samym tytułem z 2012.